# Semana Santa en Ateca
La Semana Santa en Ateca es una celebración de índole religioso cultural que se celebra con motivo de la Semana Santa en la villa zaragozana de Ateca. Está declarada de interés turístico Regional el 22-11-1996 publicado en BOA de 16-12-1996.
El origen de esta celebración nos remonta al siglo XVI, pero es en 1660 con la fundación de la Hermandad de la Soledad por impulso de los frailes capuchinos que por entonces tenían convento en la localidad. No es de extrañar el impulso de los Franciscanos a esta devoción, ya que ellos también fomentaron la Semana Santa en Zaragoza y el mismo San Francisco de Asís fue el que puso el primer Belén en 1223 como forma de acercar estos misterios al pueblo llano. Es en ese siglo XVII cuando toma una forma parecida a la que ha llegado hasta nuestros días salvo alguna modificación.
Durante dichos días salen varias procesiones que recorren las calles de la localidad. La primera es la del Domingo de Ramos, con la representación de la entrada de Jesús en Jerusalén. Esta procesión recorre las calles del pueblo desde la iglesia de San Francisco hasta la parroquia de Santa María y se compone de una imagen de Jesús montado en una borriquilla acompañado por los Hosannas. Después, el Jueves Santo y Viernes Santo hay otras procesiones más. El principal acto de esta Semana Santa es el Vía Crucis que se realiza el día de Viernes Santo y que saca en procesión más de cuarenta escenas bíblicas y relacionadas con la pasión de Cristo, algunas de ellas aparecen pintadas al modo de los vexillum romanos, como por ejemplo las relacionadas con las doce tribus de Israel. 
Cómo curiosidad, hay que destacar que en el santo entierro del viernes, hay un paso documentado desde 1661 que es conocido como "La Muerte", el cual está compuesto por el esqueleto de una mujer del siglo XVII.
En 2016 se crea el centro de interpretación de la Semana Santa de Ateca que se instala en la antigua casa del Sacristán, detrás de la iglesia de Santa María (Ateca) y junto a la entrada del Castillo de Ateca, donde se exponen muchos de los trajes que se utilizan para procesionar el Viernes Santo y se explica la historia de esta celebración.

## El Monumento
El monumento que se instala en la capilla que la Virgen de la Soledad tiene en el Templo parroquial de Santa María, constituyendo por sí solo un singular ejemplo de arquitectura efímera barroca española del siglo XVII que recientemente ha sido restaurado. El conjunto consta de nueve piezas que encajan perfectamente, en el que existe una plataforma inclinada hacia los fieles para facilitar la visión y que quiere representar el espacio de una iglesia en perspectiva mediante una serie de telones pintados, colgados de tramoyas. En los lienzos hay representadas imágenes de Cristo Ecce Homo con una clámide de color púrpura y la corona de espinas, Poncio Pilatos, figuras femeninas imitando a las cariátides griegas muy al gusto barroco. El decorado imita una construcción de mármol, piedra, estuco dorado, cuando realmente se trata de una obra de óleo sobre lienzo, con colores vivos.

## La procesión del Santo Entierro
El primer año que salió formalmente la procesión fue en 1661 y ya entonces estaba acompañada de un cornetín y de un tambor que marcaba el paso de la procesión. Por entonces todos los pasos eran pintados en estandartes, salvo el cristo de la cuna que ya existía y que en aquella época era articulado para poder escenificar el descendimiento de la cruz. También ese año salió por primera vez un paso muy especial, el de la muerte; se trata de un esqueleto humano auténtico sujeto con alambres y sujetando una dalla y que desde entonces ha sabido recordar a los atecanos lo fútil de la vida.
El vía crucis sigue más o menos igual hasta el siglo XIX en que la desamortización de Mendizábal exclaustra a los frailes capuchinos de la localidad y se produce un pequeño parón, retomándose de nuevo en 1822 con un nuevo impulso de otro fraile capuchino, Mosén Rafael Pascual que pasa a ser prior de la Hermandad.
En esta fecha se produce una auténtica renovación del Vía Crucis produciéndose una serie de acontecimientos relevantes:
Se aumenta el número de cornetas y tambores y se incorporan los actuales soldados romanos a la celebración.
Se sustituyen numerosos trajes y también se sustituyen muchos de los estandartes por grupos escultóricos.
Se sospecha también que en estas fechas deja de representarse el descendimiento de la cruz y se empieza a representar el entierro o sellado del féretro a mitad de la procesión, cuando el cortejo llega a la plaza de España.
Desde 1850 también acompaña el Santo Entierro la Banda de Música de Ateca.
Los pasos o escenas que aparecen en la procesión del Viernes Santo por orden de aparición son los siguientes:
- Estandarte de la Soledad, es de paño negro con el anagrama de la cofradía.
- Las cuatro partes del Mundo, representan la universalidad de la Redención representan a Europa, África, América y Asia.
- Las Doce Tribus de Israel con los nombres de las tribus descendientes de los hijos de Jacob.
- La Muerte
- Los Patriarcas:Abraham con su hijo Isaac, Melquisedeq, Moisés y su hermano Aarón.
- Las Sibilas que eran profetisas y son representadas`por doce niñas vestidas portando doce varas con sus inscripciones.
- Hosannas que son niños vestidos de blanco que llevan palmas precediendo a Jesús en la borriquilla.
- Entrada de Jesús en Jerusalén, o también conocido como el paso de la Borriquilla, también procesiona con los Hosannas el Domingo de Ramos.
- Última Cena Es un paso escultórico que junto con el lavatorio salían ya en 1661 pintado en lienzo y desde 1853 es grupo escultórico. Los ojos son de cristal, los trajes de tela, es el grupo escultórico de mayor tamaño.
- La Oración del Huerto de los Olivos, paso escultórico que data de 1882.
- Jesús atado a la columna, fue la primera talla que apareció en la procesión.
- Judíos, grupo formado por dos hombres vestidos a la usanza judía y arrastras cadenas, van detrás de Jesús de la columna con varas que acaban en púas.
- Coronación de espinas, imagen escultórica.
- Ecce Homo.
- La Verónica. Realizada por José Alegre.
- Jesús con la cruz. Procede de la segunda época de la Hermandad, tiene ya un tamaño considerable.
- Nazarenos. Se incorporaron a la procesión en 1835. Son niños vestidos de nazarenos con cruces de madera representando la subida de Jesús al Calvario, sale también la mañana de Viernes Santo en el Pregón, con la banda de Cornetas y Tambores pidiendo limosna.
- Jesús clavado en la Cruz. Es la imagen del llamado Cristo LLovedor, con él se hacían las rogativas a la ermita de la Virgen de Cigüela (Torralba de Ribota) en tiempos de la sequía del siglo XVIII.
- Longinos, centurión que sigue a Jesús Clavado en la Cruz, hasta hace poco iba a caballo.
- Siete Palabras que son siete niñas vestidas de blanco que portan estandartes con las palabras de Jesús en la Cruz.
- San Juan cuyo origen es de principios de la Hermandad.
- Las Tres Marías, María Magdalena, María Salomé y María de Cleofás que son tres pasos simbolizando a las Tres Marías que acompañan el Santo Entierro.
- Descendimiento
- Banda de cornetas y tambores que desde 1975 acompañan sin interrupción a la procesión.
- Centurión o como se le conoce popularmente como "el Rey", que sella el féretro en el acto teatral del Santo Entierro representado en la plaza de España.
- Ángel que porta la espada de la Justicia y que data de 1822
- Soldados romanos que datan del siglo XIX aunque parece ser que ya había otros desde finales del siglo XVII. Van vestidos con petos y cascos de armaduras antiguas.
- Cuatro Virtudes teologales, en estandartes representando la Fe, Esperanza, Caridad y Religión.
- La Virgen de la Soledad, Titular de la Hermandad, que es acompañada por toda la cofradía y cuya imagen data de 1661.
- Santa Elena e Incensarios ya que según la tradición, Santa Elena madre del Emperador Constantino, encontró la Cruz donde Jesucristo fue Crucificado. Conocida popularmente como "la Reina", va vestida de blanco y coronada, le acompañan tres camareras y le siguen cuatro niñas vestidas de ángeles con petos y alas dorados portando incensarios.
- Féretro que se conoce como la Cuna[6] en su interior va la imagen del Cristo Yacente. Es el paso principal de la procesión del Santo Entierro, su origen el de 1660. En un principio estaba articulado para poder escenificar el descendimiento, pero se sustituyó esa escenificación por la actual de sellar el féretro, por lo que se fijaron los brazos al torso mediante clavos.
- Las Lloronas que acompañan al Féretro. Mujeres de luto que ocultan su rostro con velos. Aparecen en 1897.
- Los enterradores que representan a José de Arimatea y a Nicodemo, que dan sepultura a Jesús.
- Cruz procesional que precede al párroco y resto de presbíteros asistentes
- Cortejo de autoridades civiles y militares si las hubiera. Sustituyen a los Jurados y Preboste de antaño, hoy lo componen el Alcalde y Ediles, el juez de Paz, el teniente jefe de la línea de la Guardia Civil.
- Los maceros que tienen su origen en la fundación de la cofradía 1660, portan mazas o señal de dignidad del cuerpo de autoridades. Hay que recordar que en 1660 y durante todo el antiguo régimen, Ateca fue tierra de realengo, perteneciente a la sesma del río Jalón, dentro de la comunidad de aldeas de Calatayud con representación en Cortes por lo que las autoridades civiles de la época tenían rango para poder llevar estos maceros.
- Palio que es portado por ocho Hermanos vestidos con gramallas negras.
- Banda de música, cerrando el cortejo desde 1850.

Por todo lo anteriormente expuesto, la Semana Santa en Ateca ha sido digna de ser considerada de Interés turístico Regional, siendo una de las más antiguas de Aragón y teniendo peculiaridades que la hacen única.

## Enlaces de interés
- Ayuntamiento de Ateca

- Datos: Q23617579